# Mohaniella
Mohaniella is een geslacht van vliesvleugeligen uit de familie Eulophidae. De wetenschappelijke naam van dit geslacht is voor het eerst geldig gepubliceerd in 1995 door Khan.

## Soorten
Het geslacht Mohaniella is monotypisch en omvat slechts de volgende soort:
- Mohaniella indica Khan, 1995